# Madagascaria
Madagascaria, rod crvenih algi iz reda Erythropeltales čija porodična pripadnost još nije utvrđena. Tasksonomski je priznat kao zaseban rod a pripadaju mu dvije morske vrste

## Vrste
1. Madagascaria atlantica L.P.Soares, N.S.Yokoya, S.M.P.B.Guimarães, Yoneshigue-Valentin & M.T.Fujii
2. Madagascaria erythrocladioides J.A.West & N.Kikuch - tip